# Gessnerallee (театр)
Театральный дом «Gessnerallee» («театерхаус Геснералее»; нем. Theaterhaus Gessnerallee) — театральный зал, в районе Альтштадт швейцарского города Цюрих, основанный в 1989 и открытый в 1997—1998 годах в бывших военных помещениях, ставших после ремонта и переоборудования центром культуры «Kulturinsel Gessnerallee»; основная сцена раньше являлась большим крытым манежем (залом для верховой езды с конюшнями), сегодня входящим в список архитектурного наследия; театр специализируется на экспериментальных немецкоязычных постановках; проводит клубные мероприятия, вечеринки и концерты, зачастую выступая сопродюсером событий.

## История
Временное размещение театрального зала «Gessnerallee» на территории бывших военных зданий (арсенала, манежа и конюшен) было официально одобрено городским советом Цюриха в 1988 году; проект «Kulturinsel Gessnerallee» был открыт в 1989. Первыми руководителями театра стали четыре актёра и режиссера — руководство перешло к Хильдегарду Краусу, Кристофу Мери, Руеди Шереру и Юргу Вудтли. Из-за неясного права собственности на помещения и неопределённого охранного статуса объекта как памятника архитектуры, общая ситуация с театром оставалась «подвешенной» до 1993 года — до того как местный референдум сделал возможным преобразование площадки в постоянную театральную резиденцию. В период с 1995 по 1996 год в зданиях был проведен частичный ремонт, с переоборудованием отдельных помещений под театральные нужды.
В 1997—1998 году управление Армину Керберу и Жану Гределю стали руководителями площадки; они разделили управление с кооперативом «Theatrehaus Gessnerallee», состоявшим из ряда независимых групп, небольших театров и театральных фестивалей. Совместно с цюрихским театром «Theater am Neumarkt Zürich», «Gessnerallee» стал проводить ежегодный фестиваль «Hope and Glory». В 2005 году Нильс Эвербек (1962—2012) принял на себя управление театром «Gessnerallee»; после того как 1 января 2012 года он переехал во Франкфурт-на-Майне, его сменил Роджер Мергин, работавший до этого в Берне. Сегодня театр специализируется на экспериментальных немецкоязычных постановках — он также проводит клубные мероприятия, организует вечеринки и концерты, в том числе и экспериментальной музыки. Центр либо выступает сопродюсером отдельных проектов и мероприятий, либо организатором их постановки в Швейцарии; стремиться сделать свои события доступными для широкой аудитории (прежде всего, молодёжной) за счет низкой цены входных билетов.